# Казначейша (опера)
«Казначейша» — опера Бориса Асафьева в 6 картинах с прологом и эпилогом, впервые исполненная в 1937 году. Либретто к опере, в основу которого легла поэма Михаила Юрьевича Лермонтова «Тамбовская казначейша», написал А. А. Матвеев. В 1980 году по произведению Асафьева снят одноимённый советский телефильм-опера.

## История
Опера «Казначейша» написана в 1935—1936 годах. Впервые поставлена 1 апреля 1937 года в Клубе моряков им. Пахомова в Ленинграде коллективом художественной самодеятельности (дирижёр А. Н. Дмитриев, режиссёр Э. И. Каплан). В постановке был задействован оркестр Театра имени С. М. Кирова.
Впоследствии опера Асафьева ставилась лишь в концертном исполнении, не раз звучала по Ленинградскому радио. Переговоры относительно постановки оперы в Москве не увенчались успехом. В письме к своему ученику А. Дмитриеву, датированном 29 августа 1938 года, композитор сетовал: «О московской „Казначейше“ ничего не слышал. Не везёт ей бедной! Даже лермонтовский юбилей не помог».
Опера характеризуется камерностью, наличием шутливо-иронических интонаций. Для воссоздания атмосферы XIX века Асафьев включил в свою оперу романсы по произведениям Лермонтова, в том числе широко известный романс Е. С. Шашиной «Выхожу один я на дорогу».
Клавир оперы, будучи подготовленным к изданию и подписанным к печати в июне 1941 года, издан в Государственном музыкальном издательстве в 1946 году.

## Критика
По словам советского музыковеда Абрама Гозенпуда, сочинение Асафьева представляет собой «лирико-комедийную оперу, живо воссоздающую колорит эпохи, быт и среду». Несмотря на отдельные недостатки «Казначейши» («кое-где краски положены чересчур густо и жанризм вытесняет ироническую лирику»), критик считал несправедливым тот факт, что «интересная и значительная» опера не ставилась оперными театрами.